# Prix littéraire de la vocation
Le prix littéraire de la vocation, créé en 1976 par la fondation Marcel-Bleustein-Blanchet pour la vocation, est un prix littéraire destiné à aider un jeune romancier d'expression française âgé de 18 à 30 ans. Doté d'un montant de 10 000 euros, le prix est remis annuellement en septembre.
Ce prix est à la fois lucratif et prestigieux car beaucoup des romanciers débutants, distingués par cette récompense avant leur trentième année, sont devenus par la suite des écrivains célèbres et influents tels que Emmanuel Carrère, Eric Holder, Jean-Philippe Toussaint, Amélie Nothomb, Tanguy Viel, Didier van Cauwelaert, Joël Dicker...

## Liste des lauréats

### Années 1970
- 1976 : Les Régions céréalières de Jean-Marc Lovay, éditions Gallimard (également Bourse Cino Del Duca)
- 1977 : Une fille pour l'hiver d'Alain Leblanc, éditions Flammarion
- 1978 : Tristes Banlieues de Walter Prévost, éditions Grasset

### Années 1980
- 1981 : Saad d'Alain Blottière, éditions Gallimard
- 1982 : Loin d'Aswerda de Jean-Marie Laclavetine, éditions Gallimard
- 1983 : L'Exil de Taurus de Paul Le Jéloux, éditions Obsidiane
- 1984 : Poisson d'amour de Didier van Cauwelaert, éditions du Seuil
- 1985 : Bravoure d'Emmanuel Carrère, éditions P.O.L
- 1986 : La Salle de bain de Jean-Philippe Toussaint, éditions de Minuit
- 1987 : S'il pleut, il pleuvra d'Alexis Salatko, Presses de la Renaissance
- 1989 : Duo forte d'Éric Holder, éditions Grasset

### Années 1990
- 1992 : Le Lycée des artistes de Jean-Marc Parisis, éditions Grasset
- 1993 : Le Sabotage amoureux d'Amélie Nothomb, éditions Albin Michel
- 1995 : Absinthe de Christophe Bataille, éditions Arléa
- 1996 : Les Funambules d'Antoine Bello, éditions Gallimard
- 1997 : Le Grenadier de Dominique Mainard, éditions Gallimard
- 1998 : Porte de la Paix Céleste de Shan Sa, éditions du Rocher

### Années 2000
- 2000 : Sauvageons de Benjamin Berton, éditions Gallimard
- 2001 : Le Chien d'Ulysse de Salim Bachi, éditions Gallimard
- 2002 : L'Absolue Perfection du crime de Tanguy Viel, éditions de Minuit
- 2003 : Chlore de Thibault Lang-Willar, éditions Denoël
- 2004 : Génération spontanée de Christophe Ono-dit-Biot, Plon
- 2005 : L'Angoisse de la première phrase de Bernard Quiriny, éditions Phébus
- 2006 : Un baiser à la russe de Gaspard Koenig, éditions Grasset (également prix Jean-Freustié)
- 2007 : Supplément au roman national de Jean-Éric Boulin, éditions Stock
- 2008 : Jeune Professionnel de Guillaume Noyelle, éditions Bartillat
- 2009 : Chute libre d'Émilie de Turckheim, éditions du Rocher

### Années 2010
- 2010 : Les Veilleurs de Vincent Message, éditions du Seuil
- 2011 : ex æquo :
  - L'Envers des autres de Kaouther Adimi, Actes sud
  - Requiem pour Lola rouge de Pierre Ducrozet, éditions Grasset
- 2012 : La Vérité sur l'affaire Harry Quebert de Joël Dicker, éditions de Fallois
- 2013 : Tu montreras ma tête au peuple de François-Henri Désérable, éditions Gallimard
- 2014 : Constellation d'Adrien Bosc, éditions Stock
- 2015 : Le Voyage d'Octavio de Miguel Bonnefoy, éditions Rivages
- 2016 : L'Éveil de Line Papin, éditions Stock
- 2017 : ex æquo L'Été des charognes de Simon Johannin, éditions Allia, et Mise en pièces de Nina Leger, éditions Gallimard[4]
- 2018 : Nage libre de Boris Bergmann, éditions Calmann-Lévy
- 2019 : La Chaleur de Victor Jestin, éditions Flammarion

### Années 2020
- 2020 : Le Premier qui tombera de Salomé Berlemont-Gilles, éditions Grasset
- 2021: Mise à feu de Clara Ysé, éditions Grasset
- 2022: Le duel des grands-mères de Diadié Dembélé, éditions Jean-Claude Lattès[5]
- 2023 : La Colère et l'Envie (également  prix de l'Académie française Maurice-Genevoix 2024 [6] et Prix Méduse 2023) d'Alice Renard, éditions Héloïse d'Ormesson.
- 2024 : Ces soleils ardents de Nincemon Fallé, éditions Jean-Claude Lattès[7].

## Jury
Les membres du jury du prix littéraire sont :
| Nom                     | Qualification                                                               | Ancien lauréat |
| ----------------------- | --------------------------------------------------------------------------- | -------------- |
| Kaouther Adimi          | Écrivain                                                                    | Oui            |
| Jean-Luc Barré          | Écrivain, éditeur                                                           | Oui            |
| Anne de La Baume        |                                                                             |                |
| Émilie de Turckheim     | Écrivaine                                                                   | Oui            |
| Pierre Ducrozet         | Écrivain, éditeur                                                           | Oui            |
| Alain Germain           | Metteur en scène, plasticien, écrivain                                      | Oui            |
| Christophe Ono-dit-Biot | Écrivain, journaliste                                                       | Oui            |
| Erik Orsenna            | Écrivain, membre de l'Académie française                                    |                |
| Philippe Taquet         | Professeur émérite de paléontologie au Muséum national d'histoire naturelle | Oui            |

Ont également participés Ghislaine Antoine, Dominique Sudre, Sylvie Ferrando et Nicole Grundlinger.